# El Noi de Tona (cantant)
Franc Rodríguez i Grau (Barcelona, 7 d'octubre de 1987), més conegut pel nom artístic d'El Noi de Tona, és un raper català. El 2021, després d'alguns senzills i un EP, va publicar el seu segon àlbum d'estudi, No n'hi ha per tant, amb la producció musical de Sr. Chen i les col·laboracions de D. Mos i Yung Rajola.

## Discografia
- En fin. (EP, autoeditat, 2021)
- No n'hi ha per tant (autoeditat, 2021)